# Milleria ritmica
Milleria ritmica is een slakkensoort uit de familie van de Aeolidiidae. De wetenschappelijke naam van de soort is voor het eerst geldig gepubliceerd in 2003 door Ortea, Caballer & Espinosa.